# HMS Fury (H76)
Pour les autres navires du même nom, voir HMS Fury.
Le HMS Fury (pennant number H76) est un destroyer de classe F lancé pour la Royal Navy en 1934. 

## Conception
Le Fury est commandé, dans le cadre du programme naval de 1932, le 17 mars 1933 pour le chantier naval de J. Samuel White de Cowes sur l'île de Wight en Angleterre. La pose de la quille est effectuée le 19 mai 1933, le Fury est lancé le 10 septembre 1934 et mis en service le 18 mai 1935.
Il est parrainé par la communauté civile de West Bridgford dans le Nottinghamshire, dans le cadre de la Warship Week (semaine des navires de guerre) en janvier 1942.
Le Fury est un des 9 navires de la classe F, version allongée de la classe A de 1927 et sur la classe D précédente, permettant d'améliorer leur endurance. La classe F est une répétition de la  classe E avec quelques différences mineures Ses quatre canons, en affût simple, sont de 120 mm (4,7 pouces). Ils sont superposés deux à la proue et les deux autres à la poupe. Deux plateformes de tubes lance-torpilles quadruples de 533 mm sont présentes dans l'axe du navire, installées après les deux cheminées et séparées par une plateforme projecteur. Il n'est pas équipé à l'origine comme dragueur de mines.
Les destroyers des classes F déplacent 1 405 Long tons (1 428 t) en charge normale et 1 940 Long tons (1 970 t) en pleine charge. Ils ont une longueur totale de 100,3 mètres, une largeur de 10,1 mètres et un tirant d'eau de 3,8 mètres. Ils sont propulsés par deux turbines à vapeur à engrenages Parsons, chacune entraînant un arbre d'hélice, utilisant la vapeur fournie par trois chaudières à trois tambours Almirauty qui fonctionnent à une pression de 20,7 bar (300 psi) et à une température de 327 °C. Les turbines développent une puissance totale de 36 000 chevaux-vapeur (27 000 kW) et atteignent une vitesse maximale de 35,5 nœuds (65,7 km/h). Les destroyers transportent un maximum de 470-480 tonnes de mazout, ce qui leur donne une autonomie de 6 350 milles marins (11 760 km) à 15 nœuds (28 km/h).L'effectif du navire est de 145 officiers et matelots.
Une modernisation de temps de guerre est opérée dès 1940. À partir de mai 1940, le banc arrière des tubes de torpilles est retiré et remplacé par un canon antiaérien QF de 12 livres 20-cwt, le mât arrière et la cheminée étant coupés pour améliorer le champ de tir du canon. Quatre à huit canons Oerlikon QF de 20 mm sont ajoutés aux navires survivants, remplaçant généralement les supports de mitrailleuse de calibre .50 entre les cheminées. Au début de la guerre, le stockage des grenades sous-marines est passé à 38. En 1943, on lui enlève son canon "Y" sur le pont arrière pour permettre un stockage supplémentaire de grenades sous-marines et l'installation de deux lanceurs de grenades sous-marines supplémentaires. Le canon de 12 livres est retiré pour permettre l'installation d'un radiogoniomètre Huff-Duff sur un mât principal court et pour permettre le stockage de charges sous-marines supplémentaires. On remplace son canon "A" ou "B" par un mortier Hedgehog anti-sous-marin, et sa tour de contrôle et son télémètre au-dessus du pont sont retirés en échange d'un radar de repérage de cible Type 271. Un radar de recherche de surface à courte portée de type 286, adapté du radar ASV de la Royal Air Force, est également ajouté.

## Histoire
Achevé le 18 mai 1935, le Fury est initialement affecté à la 6e flottille de destroyers (6DF) de la 
Home Fleet (Flotte intérieure), mais est envoyé en renfort de la Mediterranean Fleet (Flotte méditerranéenne), avec la plupart de ses navires-jumeaux (sister ship), pendant la crise d'Abyssinie entre le royaume d'Italie (Regno d'Italia) et l'Empire éthiopien (alors connu sous le nom « d'Abyssinie » en Europe), en juin. 
Le 11 décembre 1936, le lendemain de la diffusion de son abdication à la nation, le Fury embarque le duc de Windsor pour un passage à Boulogne-sur-Mer. De retour au Royaume-Uni, le Fury  y reste en dehors des déploiements dans les eaux espagnoles pour faire respecter l'embargo sur les armes imposé aux deux camps pendant la guerre civile espagnole par les décrets du Comité international pour la non-intervention.
La flottille est renumérotée 8e flottille de destroyers en avril 1939, cinq mois avant le début de la Seconde Guerre mondiale. Le Fury lui est resté assigné jusqu'en juin 1940, escortant les plus grands navires de la flotte et effectuant des patrouilles anti-sous-marines.

### Seconde Guerre mondiale
Le 15 septembre 1939, le Fury est l'un des destroyers qui ont relevé ses sœurs qui escortaient le porte-avions Ark Royal après avoir coulé le sous-marin (U-Boot) allemand U-39 après qu'il a attaqué le porte-avions. Deux mois plus tard, il escorte le cuirassé Nelson lorsque ce dernier heurte une mine magnétique alors qu'il entre dans le Loch Ewe le 4 décembre. Le Fury y reste un moment au cas où d'autres tentatives de minage seraient faites. En février 1940, elle est l'une des escortes du convoi TC 3 transportant des troupes du Canada vers le Royaume-Uni. Le 17 avril 1940, le Fury passe en revue le croiseur lourd endommagé Suffolk alors qu'il retourne à Scapa Flow après avoir bombardé la base aérienne de Stavanger, en Norvège.

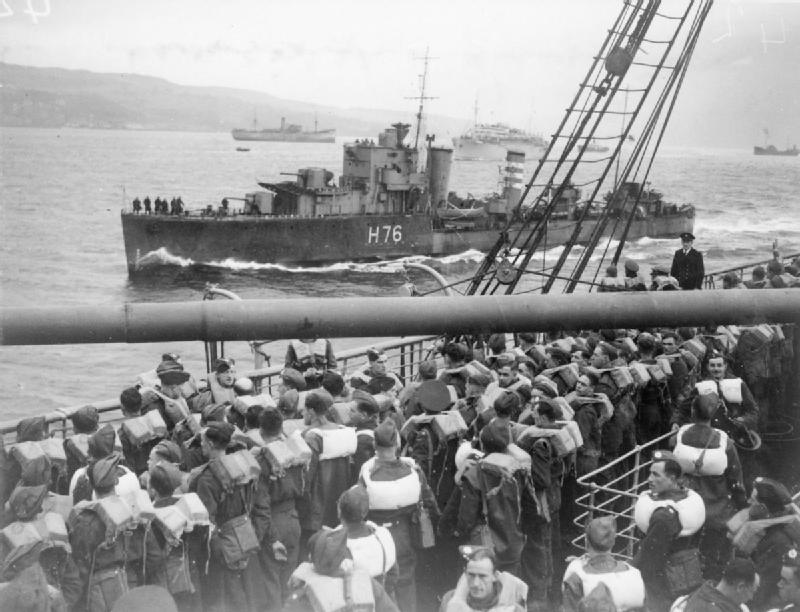
Passage du Fury devant des troupes à leur poste lors d'un exercice de bateau à bord du Oronsay en route pour la campagne de Norvège en 1940. Elle se trouve au large de Gourock, à l'embouchure de la Clyde.

À partir du 23 avril 1940, le navire fait partie des escortes des porte-avions Ark Royal et Glorious qui mènent des opérations aériennes au large des côtes norvégiennes pour soutenir les opérations alliées à terre. Le Glorious est détaché pour faire le plein de carburant à Scapa Flow le 27 et est escorté par le Fury et sept autres destroyers. Trois jours plus tard, il escorte le cuirassé Valiant alors que ce dernier rencontre l'Ark Royal. Le 9 mai, le Fury, sa sister ship Foresight, et trois autres destroyers sont détachés à l'escorte du croiseur de bataille Repulse pour tenter d'intercepter une force allemande de Schnellboote (ou S-Boot) qui était attendue. D'autres forces à la recherche de mouilleurs de mines allemands à proximité n'ont pas non plus réussi à localiser leurs proies. Pendant ce temps, les destroyers Kelly et Kandahar sont détachés de la protection du croiseur léger Birmingham pour poursuivre un éventuel contact sous-marin. Le Kelly est torpillé par le Schnellboot S-31 dans l'obscurité plus tard dans la nuit. Le destroyer Bulldog vient prêter main-forte et remorqué le Kelly jusqu'à Hebburn, escorté par les Fury, Kandahar et le destroyer Gallant. Le 18 mai, le Fury et ses sister ships Foresight and Fortune sont transférés sur le Humber pour contrer la menace de Schnellboots et des mouilleurs de mines en mer du Nord.

#### Force H, 1940-1941
Le 29 juin, le Fury navigue de Scapa Flow à Gibraltar pour rejoindre ses sister ships de la 8e Flottille de destroyers en tant qu'escorte de la Force H. Le 3 juillet, il participe à l'attaque de la flotte française à Mers-el-Kébir (opération Catapult). Fin août, le navire escorte le Valiant et le nouveau porte-avions Illustrious du Royaume-Uni à Gibraltar. Le lendemain, le Fury et la Force H protègent le passage du Vailant et de l'Illustrious en Méditerranée occidentale pour rejoindre la flotte méditerranéenne (opération Hats). Le 13 septembre, la Force H rejoint un convoi qui transporte des troupes destinées à capturer Dakar aux Français de Vichy. Dix jours plus tard, ils attaquent Dakar, mais sont repoussés par les défenses françaises de Vichy. Au cours de la bataille du 24 septembre, le Fury, le destroyer Greyhound et le croiseur lourd HMAS Australia engagent le contre-torpilleur français de Vichy L'Audacieux qui est incendié et forcé de s'échouer. Début octobre, le Fury escorte un convoi de troupes de Freetown, en Sierra Leone vers le Cameroun français.
Le 19 octobre, il rentre à Gibraltar avec ses sister ships Faulknor et Forester. Il escorte les porte-avions Argus et Ark Royal lors des opérations Coat et White en novembre. Le Fury escorte la Force F à Malte pendant l'opération Collar plus tard dans le mois et participe à la bataille peu concluante du Cap Spartivento le 27 novembre, où il fait partie de la protection du croiseur de bataille Renown et du cuirassé Ramillies. En janvier 1941, le navire rejoint la Force H pendant l'opération Excess. À la fin du mois, la Force H quitte Gibraltar pour mener à bien l'opération Picket, une attaque de torpilles nocturnes infructueuse menée par huit avions Fairey Swordfish du Ark Royal sur le barrage Tirso en Sardaigne. Les navires britanniques retournent à Gibraltar le 4 février et commencent à préparer l'opération Grog, un bombardement naval de Gênes, qui est mené à bien cinq jours plus tard. Le mois suivant, le Fury subit un bref carénage à Malte. Fin mars, avec le croiseur léger HMS Sheffield et trois autres destroyers, le navire tente d'intercepter un convoi français de Vichy comprenant le cargo SS Bangkok, censé être chargé de 3 000 tonnes de caoutchouc, mais qui avait déjà été déchargé. Sa sister ship Fearless reçoit l'ordre d'aborder et de capturer le Bangkok, mais il est contrecarré par les tirs d'une batterie de défense côtière au large du port de Nemours, en Algérie. Quelques jours plus tard, le Fury et quatre autres destroyers escortent le Sheffield, le Renown et le Ark Royal dans le cadre de l'opération Winch, qui permet de livrer une douzaine de chasseurs Hurricane à Malte. À partir du 24 avril, le Fury et la Force H couvrent l'Argus en volant au large d'autres Hurricane ainsi que les destroyers de la 5e Flottille de destroyers naviguant vers Malte.
Au début du mois de mai, le Fury fait partie de la protection des destroyers avec cinq autres destroyers pour le cuirassé Queen Elizabeth, et les croiseurs légers Naiad, Fiji et Gloucester qui rejoignent la flotte méditerranéenne. Cela fait partie de l'opération Tiger qui comprennent un convoi de ravitaillement transportant des chars au Moyen-Orient et le transfert de navires de guerre. Le Fury et ses sister ships installent leur engin de dragage de mines à deux vitesses (Two-Speed Destroyer Sweep ou TSDS) pour leur permettre de servir de dragueur de mines rapide en route vers Malte. Malgré cela, un navire marchand est coulé par des mines et un autre endommagé. Plus tard dans le mois, il participe à l'opération Splice, une autre mission au cours de laquelle les porte-avions Ark Royal et Furious font décoller des chasseurs pour Malte. 
La force H reçoit l'ordre de rejoindre l'escorte du convoi WS 8B dans l'Atlantique Nord le 24 mai, après la bataille du détroit du Danemark le 23 mai, mais il reçoit l'ordre de rechercher le cuirassé allemand Bismarck et le croiseur lourd Prinz Eugen le 25 mai. La forte mer augmente la consommation de carburant de toutes les escortes et le Forester est forcé de retourner à Gibraltar pour se ravitailler en carburant plus tard dans la journée avant de rejoindre les navires de la Force H le 29 mai, après que le Bismarck ait été retrouvé et coulé. Au début du mois de juin, le destroyer participe à deux autres missions de livraison d'avions à Malte (opérations Rocket et Tracer). Le 22 juin, la 8e Division de destroyers est chargée d'intercepter un navire de ravitaillement allemand repéré se dirigeant vers les côtes françaises. Le lendemain, ils interceptent le MS Alstertor qui est sabordé par son équipage à l'approche des navires britanniques. Ils sauvent 78 prisonniers de guerre britanniques pris sur des navires coulés par les raiders allemands. Fin juin, le Fury accompagne le Ark Royal et le Furious alors qu'ils envoient d'autres chasseurs vers Malte dans le cadre de l'opération Railway.
Un autre convoi de Malte (opération Substance) est mené à la mi-juillet, lourdement escorté par la Force H et des éléments de la flotte intérieure, et un autre au début du mois d'août (opération Style), bien que seule la Force H couvre le convoi. Plusieurs semaines plus tard, le Fury participe à l'opération Mincemeat, au cours de laquelle la Force H escorte un poseur de mines à Livourne pour y poser ses mines, tandis que les avions  du Ark Royal attaquent le nord de la Sardaigne en guise de diversion. Fin septembre, le destroyer escorte un autre convoi vers Malte dans le cadre de l'opération Halberd.

#### Les eaux arctiques 1942-1943

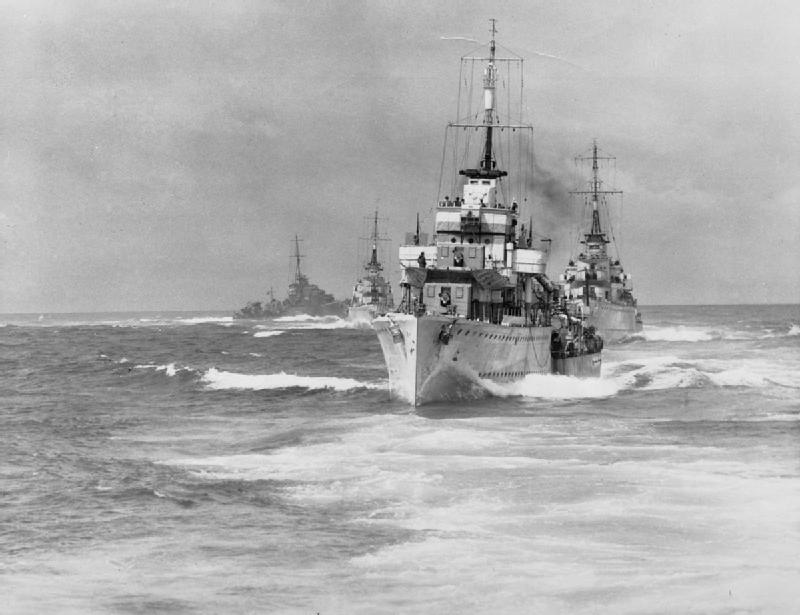
Une flottille de destroyers dirigée parle Fury à Scapa Flow, 1942

Le Fury est transféré au Royaume-Uni en octobre et rejoint brièvement la Special Escort Division (division d'escorte spéciale) de Greenock. En décembre, il rejoint la 8e flottille de destroyers de la Home Fleet et commence un carénage dans un chantier naval de Humber. 
Le 15 février 1942, il est affecté à la 8e flottille à Scapa Flow pour servir dans les convois russes. En mars, le Fury escorte la force de couverture du convoi QP 6 et du convoi PQ 12. Du 11 au 14 mars, avec sept autres destroyers, il tente d'intercepter le cuirassé allemand Tirpitz alors que ce dernier navigue de Narvik à Trondheim. Les Allemands repèrent les destroyers et retardent la date de départ du Tirpitz pour les éviter. Le Fury et le destroyer Eclipse escortent le convoi PQ 13 à partir du 23 mars, renforcé plus tard par le croiseur léger Trinidad. Une forte tempête du 25 au 27 mars provoque la dispersion du convoi et les escortes sont utilisés pour trouver les traînards et reconstituer le convoi. Le Fury doit trouver et ravitailler le baleinier converti Sumba en réponse à son message selon lequel il manque de carburant et trouvé le marchand SS Harpalion en route alors qu'il rejoint le convoi le lendemain. Le matin du 29 mars, le Trinidad et le Fury rencontrent les destroyers allemands Z 24, Z 25 et Z 26 alors qu'ils tentent de rejoindre une autre partie du convoi dispersé. Le destroyer de tête, le Z 26, est gravement endommagé lorsque le Trinidad ouvre le feu et tente de rompre le contact, mais il est suivi par le radar du croiseur et se réengage à une distance de 2 700 mètres. Le Trinidad tire une torpille sur le Z 26, mais celle-ci fait demi-tour et touche le croiseur. La détonation fait chuter sa vitesse à 8 nœuds (15 km/h) et permet au navire allemand de se désengager. Le Fury le poursuit jusqu'à ce qu'il rencontre le convoi. Le Fury fait demi-tour pour protéger le Trinidad après avoir tiré deux salves par erreur sur l'Eclipse. Le Fury escorte ensuite le Trinidad jusqu'au bras de la baie de Kola où ils arrivent le lendemain matin.
Le Fury reste à Mourmansk jusqu'au 10 mars, date à laquelle il escorte le convoi QP 10 en direction de l'Islande. Il escorte la force de couverture de la Home Fleet tandis que le Trinidad tente de rentrer à Mourmansk à la mi-mai, mais le croiseur est coulé sur le chemin par les bombardiers allemands. Le Fury fait alors partie de la protection de la Home Fleet en assurant la couverture à distance des convois QP 17 et QP 12 plus tard dans le mois. Le navire est affecté à l'escorte rapprochée du convoi QP 17 à la fin du mois de juin. En route, il attaque sans succès le U-456 avec le destroyer Wilton et la corvette Lotus le 2 juillet, avant que le convoi ne reçoive l'ordre de se disperser sous la menace d'une attaque en surface allemande.
Le Fury retourne en Méditerranée au début du mois d'août et fait partie des escortes rapprochées de la Force X pour l'opération Pedestal à la mi-août. Alors que le convoi traverse le détroit de Sicile entre la Tunisie et la Sicile, le navire utilise son équipement TSDS pour rechercher des mines. Au petit matin du 13 août, il tente sans succès d'engager le torpilleur italien MS 31 alors que ce dernier tire deux torpilles qui coulent le cargo SS Glenorchy. Le Fury escorte ensuite le Nelson endommagé jusqu'au Royaume-Uni pour réparation.
Le 9 septembre 1942, il rejoint l'escorte du convoi PQ 18, mais en est détaché le 17 septembre pour escorter le convoi QP 14 sur le chemin de retour. Le navire est brièvement remis en état sur le Humber en novembre avant de reprendre les convois vers la Russie. Le mois suivant, le Fury escorte les convois JW 51A et RA 51 à destination et en provenance de Mourmansk, puis le convoi RA 53 en février 1943.

#### 1943–1944

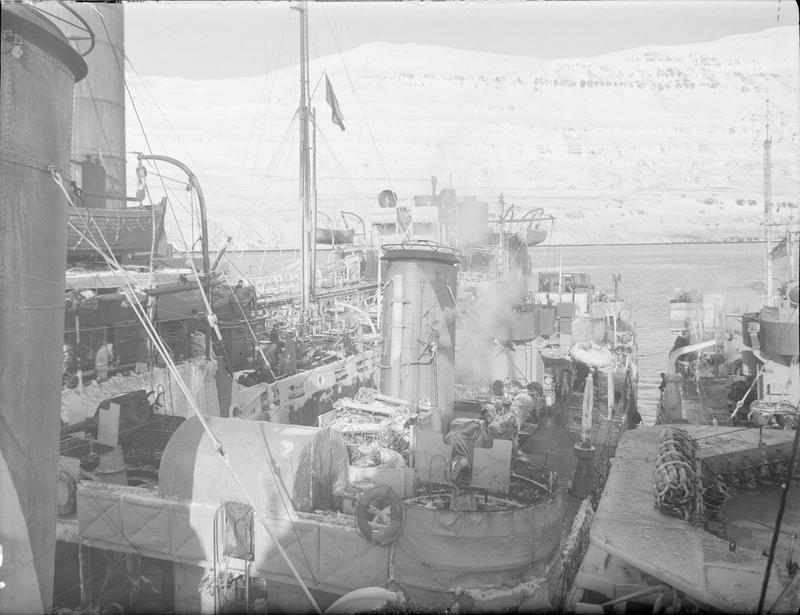
Le Fury au cours d'un ravitaillement en carburant avec un pétrolier en Islande, février-mars 1943

À la mi-mars, les récents succès des U-Boote amène l'Amirauté à transférer des destroyers de la Home Fleet à des fonctions d'escorte dans l'Atlantique Nord. Le Fury en fait partie et est affecté au 4e groupe d'escorte'. En avril, le groupe escorte les convois HX 231, HX 234 et ONS 5 qui subissent les assauts des wolfpacks. En mai, il escorte le convoi ON 184 avant d'entamer un bref carénage sur le Humber.
Le 17 juin, le Fury escorte des unités de la Home Fleet pour renforcer la Mediterranian Fleet (flotte méditerranéenne) en vue du débarquement en Sicile dans le cadre de l'opération Husky. Le 10 juillet, il fait partie de la force de couverture pour le débarquement. Le 1er septembre, il passe en revue les cuirassés Warspite et Valiant et les croiseurs légers Orion et Mauritius alors qu'ils bombardent Reggio de Calabre en soutien à l'opération Baytown, l'occupation de l'Italie continentale la plus méridionale. Une semaine plus tard, il fait partie de la force de couverture pour le débarquement à Salerne dans le cadre de l'opération Avalanche. Après la reddition de l'Italie, le Fury est l'un des navires qui escortent des unités de la flotte italienne à Malte pour leur reddition, puis à Alexandrie, en Égypte, où ils arrivent le 17 septembre.
Quelques jours plus tard, le navire est affecté au soutien des forces alliées dans la campagne du Dodécanèse. Les 20 et 21 septembre, il charge 54 tonnes de ravitaillement et 340 hommes du Queen's Own Royal West Kent Regiment à Haïfa, en Palestine, pour renforcer la garnison britannique sur Leros. Le 1er octobre, le Fury, le Faulknor et l'Eclipse sont détournés de la campagne pour escorter les cuirassés King George V et Howe d'Alexandrie à Malte. Six jours plus tard, les trois destroyers passent en revue les croiseurs légers Penelope and Sirius alors qu'ils patrouillent dans le Dodécanèse à la recherche de navires allemands, bien que l'Eclipse ait dû retourner plus tôt à Alexandrie pour des réparations à sa barre. Le matin du 7 octobre, ils rencontrent un petit convoi ennemi au sud de Levitha. Les croiseurs coulent le chalutier d'escorte Uj 2111 tandis que les destroyers coulent le cargo SS Olympos, d'une capacité de 5 216 tonneaux de jauge brute. Tous les navires engagent les barges à très courte portée et coulent six des sept barges. Lorsque les navires se retirent, ils sont attaqués à plusieurs reprises par des avions allemands qui endommagent le Penelope. Dans la nuit du 15 au 16 novembre, il bombarde Leros avec les destroyers Exmoor et ORP Krakowiak. Le 29 novembre, le Fury aide à escorter le croisier léger Birmingham, récemment torpillé, jusqu'à Alexandrie.

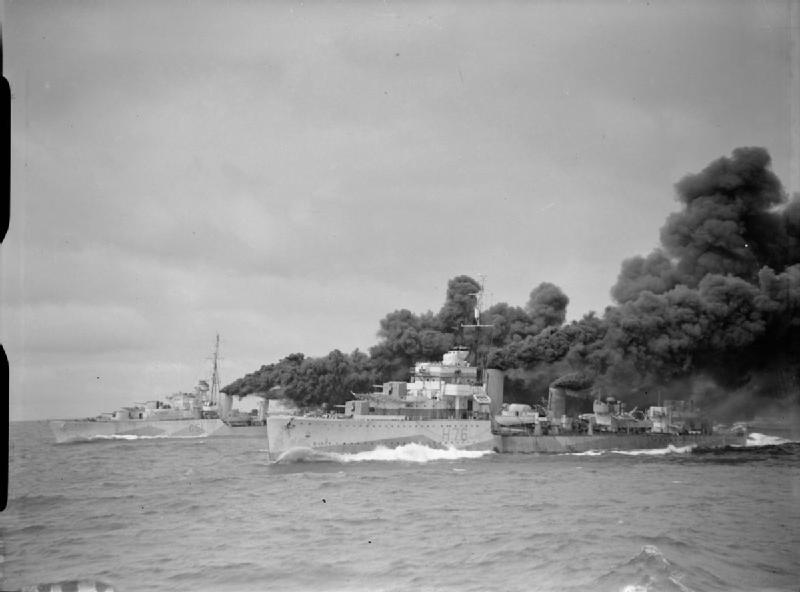
le Fury (au premier plan) et le posant un écran de fumée lors des manœuvres de préparation du second front. Photographie prise depuis le.

En décembre, il est converti à Gibraltar pour servir d'escorte de convoi lors d'un carénage qui dure jusqu'en février 1944. À l'issue de ce carénage, le navire rejoint la 8e Flottille de destroyers en Méditerranée pendant plusieurs mois avant de rejoindre la Home Fleet où il arrive le 11 mai. Après plusieurs semaines d'entraînement en vue de son rôle de navire de bombardement du littoral lors du débarquement de Normandie, le Fury appareille de Scapa Flow pour Portsmouth le 26 mai. Le navire est affecté à la Force de bombardement E, qui soutient la plage Juno et la 3e Division d'infanterie canadienne et le commando n° 48 (Royal Marine) qui donnent l'assaut.
Le Fury et le Faulknor quittent le Solent le 5 juin pour escorter les dragueurs de mines du convoi J-1. Ils arrivent à la tête de pont et prennent leur position de bombardement le 6 juin où, avec le Faulknor et les destroyers Venus, Stevenstone et le torpilleur des Forces navales françaises libres La Combattante, il effectue un bombardement préliminaire de la zone à l'Ouest de Courseulles, puis un appui-feu comme planifié. Le navire retourne périodiquement à Portsmouth pour y être réapprovisionné en cas de besoin.

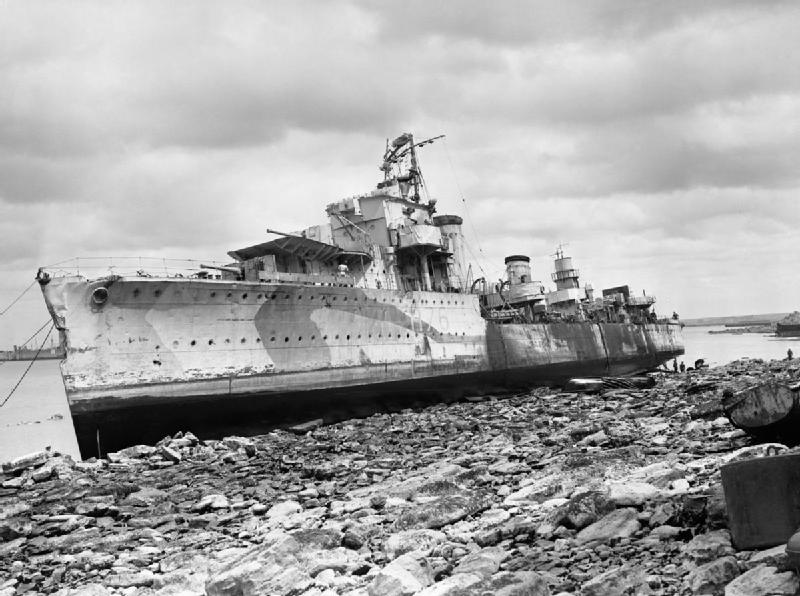
Le fury sur la plage d'Arromanches après avoir percuté une mine et rejeté sur le rivage par un coup de vent le 21 juin

A 10h38 le matin du 21 juin, le Fury fait exploser une mine au large de Juno Beach lors d'un coup de vent et la marine décide de la remorquer dans le port britannique Mulberry à Arromanches où ses dégâts peuvent être évalués. En attendant un remorqueur, il prend une gîte de 6° sur tribord à la suite de l'inondation. Le remorqueur néerlandais Thames commence à remorquer le navire à 13h25. A 21h14, le Fury entre accidentellement en collision avec la poupe d'un cargo ancré à l'extérieur du Mulberry, endommageant son côté bâbord au-dessus de la ligne de flottaison, et le câble de remorquage se rompt à 21h49 lorsqu'il heurte un autre navire à plusieurs reprises. Le navire lâche son ancre après avoir dérivé, mais il commence presque immédiatement à traîner sous la pression du vent et des vagues et le navire de sauvetage Lincoln Salvor est amarré à côté du Fury. Un autre remorqueur tend un nouveau câble de remorquage à 22h18, mais celui-ci se rompt immédiatement lorsque le remorqueur commence à tirer vers l'avant. Le Lincoln Salvor doit larguer les amarres alors que sa coque en bois est endommagée par le claquement de la coque du Fury. Six autres remorqueurs tente de remorquer le destroyer en dehors de la zone de navigation du Mulberry, mais ils échouent tous. Le Fury heurte au moins trois autres navires, dont des navires de ravitaillement en essence et en munitions, avant d'être ramené à terre à 1h30. Son équipage peuvent rejoindre Arromanches à pied vers 5h30, une fois la marée basse.
Il est ensuite renfloué le 5 juillet et remorqué jusqu'au Royaume-Uni. L'enquête qui a suivi l'a déclaré comme perte totale définitive, et le navire est vendu au chantier Thos W Ward par la BISCo. Le Fury est remorqué par Briton Ferry pour être mis à la ferraille, et y arrive le 18 septembre 1944.

### Honneurs de bataille
- SPARTIVENTO 1940
- MEDITERRANEAN 1941
- MALTA CONVOYS 1941-42
- ATLANTIC 1941-43
- ARCTIC 1942-43
- SICILY 1943
- SALERNO 1943
- AEGEAN 1943
- NORMANDY 1944

### Participation auxconvois
Le Fury  a navigué avec les convois suivants au cours de sa carrière:
1. Convoi Halberd
2. Convoi Tiger
3. Convoi HG 53
4. Convoi HG 54
5. Convoi HX 231
6. Convoi HX 232
7. Convoi JW 51A
8. Convoi JW 53
9. Convoi KMF 27
10. Convoi OG 73
11. Convoi OG 75
12. Convoi ON 85
13. Convoi PQ 12
14. Convoi PQ 13
15. Convoi PQ 16
16. Convoi PQ 17
17. Convoi PQ 18
18. Convoi QP 10
19. Convoi QP 12
20. Convoi QP 14
21. Convoi RA 51
22. Convoi RA 53
23. Convoi SL/MKS 92
24. Convoi TC 3
25. Convoi UGS 23
26. Convoi WS 2
27. Convoi WS 11XG
28. Convoi WS 12Z
29. Convoi WS 21S
30. Convoi XIF 5
31. Convoi XIF 14

### Commandement
- Commander (Cdr.) Geoffrey Frederic Burghard (RN) du 31 décembre 1937 au 21 avril 1940
- Commander (Cdr.) Edward William Boyd Sim (RN) du 21 avril 1940 au 6 juillet 1940
- Lieutenant Commander (Lt.Cdr.) Terence Corin Robinson (RN) du 6 juillet 1940 au 13 janvier 1942
- Lieutenant Commander (Lt.Cdr.) Colin Henry Campbell (RN) du 13 janvier 1942 au 10 août 1943
- Lieutenant Commander (Lt.Cdr.) Thomas Frederick Taylor (RN) du 10 août 1943 à mi-1944